# Jurydyki Warszawy

Warszawskie jurydyki w 2 poł. XVIII wieku:
1. Stare Miasto 2. Nowe Miasto 3. Szymanowska 4. Wielądka 5. Parysowska 6. Świętojerska 7. Nowolipie 8. Kapitulna (Zadzikowska) 9. Dziekania 10. Leszno 11. Tłumackie (Tłomackie) 12. Mariensztadt 13. Dziekanka 14. Wielopole 15. Grzybów 16. i 24. Bielino 17. Stanisławów 18. Aleksandria 19. Nowoświecka 20. Ordynacka 21. Tamka-Kałęczyn 22. Bożydar-Kałęczyn 23. Nowogrodzka 24. i 16. Bielino 25. Solec 26. Golędzinów Królewski 27. Praga 28. Skaryszew-Kamion

Jurydyki Warszawy – zespół ponad 20 jurydyk duchownych i świeckich otaczających Warszawę. Powstawały w pobliżu królewskiej Warszawy, składającej się w tamtym czasie z dwóch miast: Starej i Nowej Warszawy. Zostały zlikwidowane uchwaloną 18 kwietnia 1791 ustawą zwaną Prawem o miastach

## Opis
Pierwsze jurydyki duchowne, Dziekania i Świętojerska, powstały w średniowieczu. Późniejsze liczne rozporządzenia królewskie (m.in. z lat 1544, 1550, 1558, 1565 i 1570) zakazywały tworzenia jurydyk w obrębie Warszawy. Proces powstawania jurydyk, czyli prywatnych terenów w obrębie miasta i na gruntach podmiejskich wyjętych spod działania sądownictwa i administracji miejskiej, przyspieszyła ustawa sejmowa z 1559 roku zezwalająca szlachcie na kupno nieruchomości w miastach. Jurydyki świeckie zaczęły być tworzone na przedmieściach w pierwszej połowie XVII wieku.
Podstawą prawną utworzenia jurydyki był przywilej królewski. Polscy władcy nadawali je dość chętnie. Zakładali je m.in. magnaci, dostojnicy kościelni, klasztory i bogata szlachta. Założycielem jurydyk Golędzinów Królewski i Stanisławów był król Stanisław August Poniatowski. Jurydyki lewobrzeżne (poza Aleksandrią) były zakładane na prawie chełmińskim, natomiast prawobrzeżne − magdeburskim.
Właściciele i mieszkańcy jurydyk byli zwolnieni od wszystkich zależności od Starej i Nowej Warszawy. Nie płacili podatków na ich rzecz i nie podlegali sądownictwu miejskiemu, stąd jedną z konsekwencji rozwoju jurydyk było zmniejszanie się dochodów miejskich.
Niektóre, większe jurydyki tworzyły małe miasteczka. Posiadały odmienny układ przestrzenny, ratusze, jarmarki i wymiar sprawiedliwości. Miały także własne herby (zwykle herby rodowe ich założycieli i właścicieli). Mniejsze jurydyki rozciągały się na wydzielonym z miasta terenie, ale nie posiadały odrębnych władz miejskich. Kształtowały się w zależności od sieci dróg i układu włók.
Jurydyki przyczyniły się do rozwoju terytorialnego miasta, wpływając jednocześnie negatywnie na jego zwartość i jednolitość. Zarządzenia władz miejskich dotyczące m.in. konserwacji bruków, użytkowania wodociągów, ochrony przeciwpożarowej czy żebractwa nie dotyczyły właścicieli jurydyk. Jurydyki odegrały jednak pozytywną rolę w rozwoju gospodarczym (popierając rzemieślników niezrzeszonych w cechach przyczyniły się one do zwiększenia produkcji rzemieślniczej).
Jurydyki zostały zniesione przez ustawę sejmową – Prawo o miastach, uchwaloną w kwietniu 1791. Powstała wtedy aglomeracja miejska pod nazwą Miasto Wolne Wydziałowe i Jego Królewskiej Mości Rezydencjonalne. Po wstrzymaniu wykonania tej ustawy przez konfederację targowicką zaczęła ona obowiązywać od 1794. Po III rozbiorze Polski respektowały ją zarówno władze pruskie, jak i rosyjskie.

## Jurydyki
1. Szymanowska, 1 poł. XVII w.
2. Wielądka, 1 poł. XVIII w.
3. Parysów (Parysowska), XVI w.
4. Świętojerska, XIV w.
5. Nowolipie, 1 poł. XVII w.
6. Kapitulna (Zadzikowska), 1638
7. Dziekania, 1406
8. Leszno, 1648

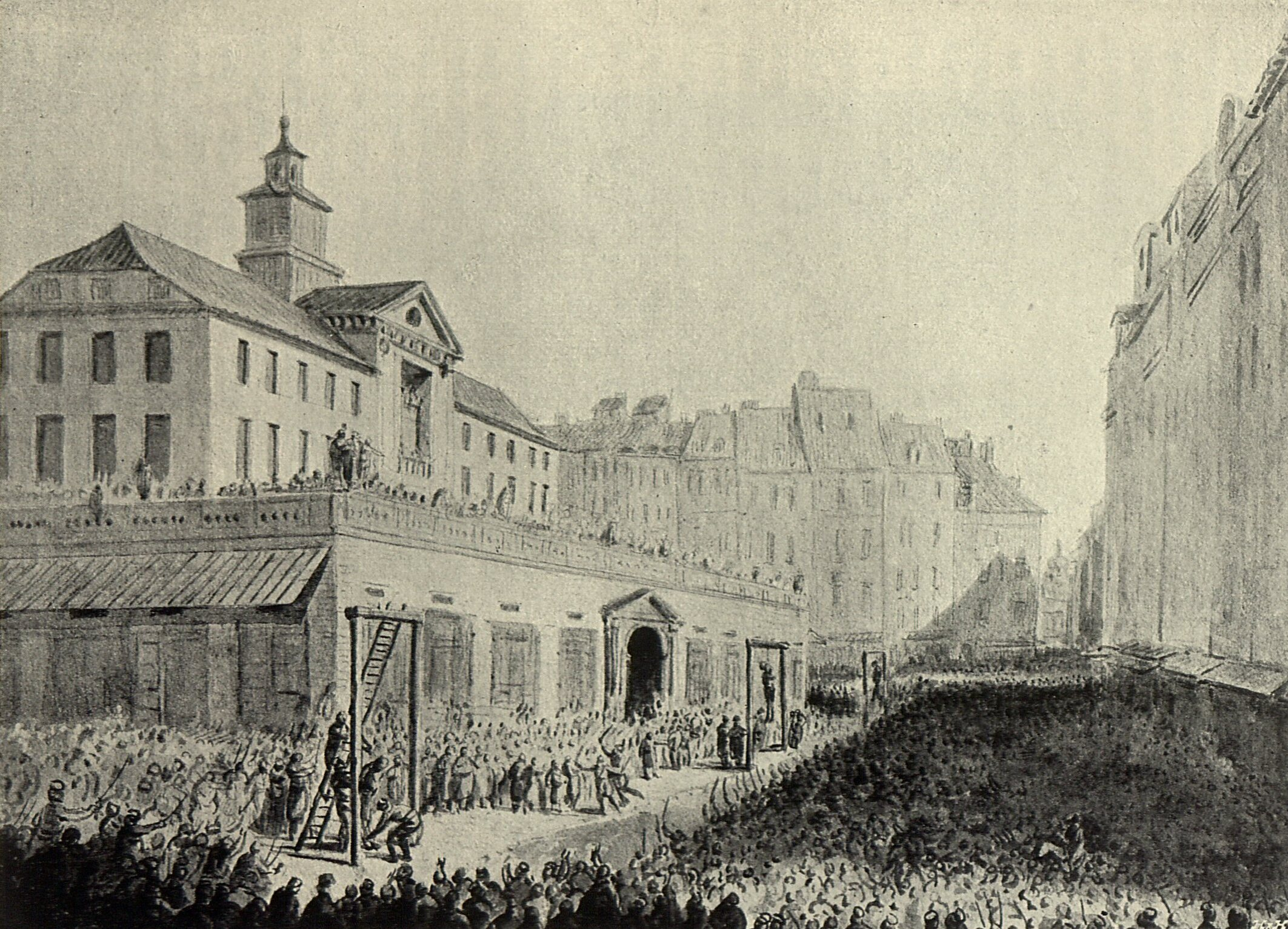
Jan Piotr Norblin de la Gourdaine, „Wieszanie zdrajców na Rynku Starego Miasta w Warszawie”, po lewej stronie ratusz staromiejski

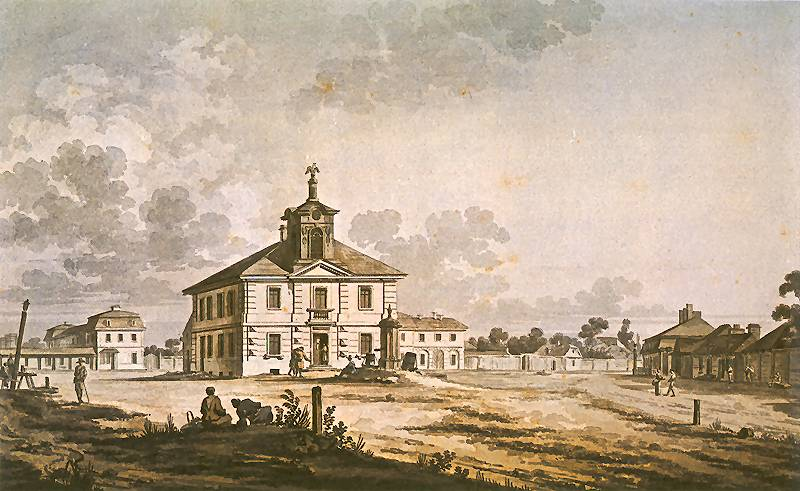
Zygmunt Vogel, Ratusz Grzybowa

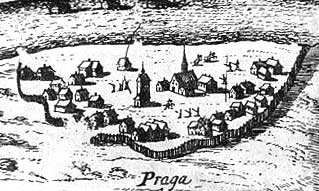
Ratusz Pragi na rycinie Erika Dahlberga z XVII w.

9. Tłumackie (Tłomackie), poł. XVIII w.
10. Mariensztadt, 1762
11. Dziekanka (Dziekania), 1402
12. Wielopole, 1693
13. Grzybów, 1650
14. Bielino, 1757 i 1766
15. Stanisławów, 1768
16. Aleksandria, 1670
17. Nowoświecka, 1659
18. Ordynacka, 1739
19. Tamka-Kałęczyn, 1659
20. Bożydar-Kałęczyn, 1702
21. Nowogrodzka, XV w.
22. Solec, 1675
23. Golędzinów Królewski, 1764
24. Praga, 1648
25. Skaryszew-Kamion, 1641.